# سائوزباش
سائوزباش (انگلیسی: Sauzbash) یک شهرک در شهرستان کراسنوکامسکی استان باشقیرستان کشور روسیه است.